# マッドストーカー
『マッドストーカー FULLMETALFORTH』は、フィルインカフェが開発し1994年にファミリーソフトがX68000用に発売した横スクロールアクションゲームであり、様々なホビーパソコンや家庭用テレビゲーム機用ソフトとして移植された。
その後、ファミリーソフトから資産を受け継いだオペラハウスが、諸事情で中止されていたメガドライブへの移植版を非公式ソフトとして数量限定発売するプロジェクトを立ち上げ。同年9月17日にコロンバスサークルより発売された。

## 概要
巨大ロボットを題材とした本作において、キャラクターの操作には8方向のジョイスティックと2つの攻撃用ボタン（弱・強）が用いられる。ジョイスティックはジャンプ動作に対応しており、キャラクターは左右へ跳ぶことができる。奥行き無しの2Dアクションゲームであるが、ゲーム性はベルトスクロールアクションゲームのそれである。また「おまけ」として、先述した格闘ゲーム的に遊ぶことが出来る、スレイブ・ギアを使った1on1対戦ミニゲーム「VS モード」が実装されている（一部機種には未実装）。

## あらすじ
2142年、かつての大戦で使用された戦艦が、数百体の「スレイブ・ギア」と呼ばれる巨大ロボットと共にアルテミスシティにて発見された。この内2体はそれぞれ“ハウンドドッグ”“ライジングドッグ”と名付けられ、警察機構にて試用に向けた解析が進められていた。
ある日、戦艦に搭載されていたマザーコンピューター“オメガ”が突如起動してアルテミスシティ全土を掌握、ライジングドッグに全ての敵を抹殺するよう命じた。2体のあった研究施設は破壊され、ライジングドッグは市内へ逃走した。主人公は警察機構の命令を受け、残されたハウンドドッグを操縦しライジングドッグを追った。

## 開発
本作は主に2人のプログラマ（このうちの一人は後年に格闘ゲーム『あすか120%』・『ファントムブレイカー』を手掛ける今泉正稔）が概ね全部を制作している。彼らは当時、ゲーム業界を席巻していた対戦格闘ゲーム『ストリートファイターII』を模倣した「ストロングファイター」というタイトルのゲームを内内に開発していたところ、これが社内で評価され、本作の開発へと繋がったようである。

## 他機種版
1994年7月に発売されたFM TOWNS版は、BGMがCD-DAに対応している。同年9月16日には、工画堂スタジオが再プログラムしたPCエンジンアーケードカード版（メディアはCD-ROM）がNECホームエレクトロニクスから発売された。PCエンジン版もCD-DAに対応した音源を使っている他、「アーケードカード」というPCエンジンハードのRAMを拡張する周辺機器に完全対応させており、アニメーションやキャラクターの追加が行われた。
1997年7月3日に日本で発売されたPlaystation用ソフト『MAD STALKER -FULL METAL FORCE-』は、X68000版と同じ開発・販売元だが、内容はオリジナルと全く異なる。Playstation版のBGMの一部は、1994年9月24日に与猶啓至がポリドールから発表したサウンドトラック『Mad Stalker 2142』が使われている。Playstation版は2011年1月12日にゲームアーカイブスとして配信が開始された。
2004年2月21日には、D4エンタープライズの運営するダウンロード販売サービス・プロジェクトEGGで、（有料契約したユーザーを対象として）X68000版（をWindowsのエミュレートソフトを使う形で）の配信が行われた。2006年12月18日にはX68000版のサウンドトラックがMP3形式で配信された。

### メガドライブ 版『マッドストーカー FULLMETALFORTH』
X60000版と同時期、メガドライブ（以下「MD」）版も開発されていたが、当時メガドライブカートリッジ用のROM価格が高騰、利益を出せるほどの販売数が見こめなかったことから、発売中止となった。その後、旧ファミリーソフトから資産を引き継いだオペラハウスが社外からMD版の試作ROMを見つけ、これを完成させて世に出すプロジェクトを始めた。未完成部分の開発は当時のメインプログラマーの一人である今泉正稔が監修した上で、レトロゲーム復刻系ソフトを各種開発している「たけがみりう」を中心とした新規スタッフらの手によって行われ、MD版は26年の歳月を得て「補完的完成」に至る。完成したMD版はX68000版に近いゲームデザインになっているが、アクションゲームを作るのに適しているMDの特性を生かし、キーレスポンスやキャラクターの動きに代表されるゲーム性および音（SE・BGM）の精度を高めること最優先として仕上げることを基本コンセプトとしており、（ROMの容量の差もあるが）PCエンジン版やPlayStation版のようなキャラクターデモや声優の音声は一切無い（X60000版にあった「VS MODE」は搭載されている）。
販売に関してはレトロゲーム機の周辺機器販売を中心とした事業を展開している株式会社コロンバスサークルの協力を得て、少数限定生産ではあるがMD用のROMカートリッジを収録メディアに使い、MD実機でプレイも可能となる非公式ソフトの発売へと至った。
なお、X68000版と同時期（TOWNS版よりも前）に開発していた事を鑑み、英称は「FORCE」ではなく「FORTH」としている。
また、MD版の発売と同時に、サウンドトラック『MAD STALKER for TRUE MEGA DRIVERS』も発売された。このサウンドトラックには、メガドライブの初期型に搭載されていたYM2612によるアナログ録音と、後期型に搭載されていたYM3438によるデジタル録音の2種類のバージョンに加え、オリジナル版の作曲家であるヨナオケイシやhasu、梅垣ルナによるアレンジ楽曲が収録されている。

## 評価
4Gamer.netの早苗月 ハンバーグ食べ男は、本作の対人モードが発売当時流行していた『ストリートファイターII』からの影響が強いとしつつも、アクションゲームとしてのモードは操作性も含めて『ファイナルファイト』よりだとしている。一方で、X68000版のステージで描かれていた人々や自動車がMD版で削除されている点から、ハードウェアの性能が表現性に影響している点を指摘している。また、X68000版のステージのグラフィックは大友克洋の作品のようだったとも述べている。

### サウンドトラックに対する評価
ライター・風のイオナは、4Gamer.netに寄せた記事の中で、MD版のサウンドトラックについて、楽曲を聞きこむことで2種類の音源の違いを楽しむことができると評価している。また、アレンジ曲を含む個別の楽曲についても評価を寄せており、たとえばステージ1のテーマ曲「MAD DOG」は、ベースとドラムの強い主張と静かに燃えるようなメロディが男らしいと評価しているほか、梅垣ルナによるエンディング曲「a solution」の弦楽アレンジ版はサウンドトラックを美しく締めくくる一曲だとしている。

## 他作品への影響
かつてトレジャーで『ガーディアンヒーローズ』のデザインを担当したHanは、Nintendo Powerの取材の中で、「『ガーディアンヒーローズ』のデザインは『マッドストーカー』とカプコンの『エイリアンVSプレデター』から大きく影響を受けている」と述べている。